# Thure Wikström
Thure Wikström, född 21 juli 1917 i Løkken Verk, Trøndelag, Norge, död 24 september 1979 i Backe, Fjällsjö socken, Jämtlands län (Ångermanland), var en norsk-svensk målare och skulptör.
Han var son till förmannen Anders Elias Wikström och Signe wikström och från 1948 gift med Halvie Amanda Sundeqvist. Efter att han drabbats barnförlamning började Wikström snida figurer i trä och tog senare upp bildkonsten genom måleri. Tillsammans med Fritz Ahlnander och Oscar Bergquist ställde han ut i Kiruna. Bland hans offentliga arbeten märks en trärelief på  länslasarettet Backe i Jämtland. Förutom snidade träfigurer består hans konst av figurmotiv, stilleben och landskapsskildringar. Thure Wikström är representerad vid bland annat Nationalmuseum.